# Volkan Çekirdek
Volkan Çekırdek (* 6. Februar 1992 in Hamburg) ist ein deutsch-türkischer Fußballspieler, der zuletzt bis zum 30. Mai 2016 beim türkischen tff 2. lig Verein Sivas Belediyespor unter Vertrag steht
Çekırdek, der sieben Jugendländerspiele für die Türkei bestritten hat, wurde 2010 mit Hansa Rostock deutscher A-Jugend-Meister. 2011 wechselte Çekırdek zum türkischen Zweitligisten Kasımpaşa Istanbul, wo er zunächst im A2-Team eingesetzt wurde. Erst im letzten Spiel der Saison 2011/12, welches am 13. Mai 2012 gegen Bucaspor mit 3:3 unentschieden endete, bestritt Çekırdek sein Debüt für die erste Mannschaft, welche zum Saisonende den Aufstieg in die Süper Lig erreichte.
Zur Folgesaison wechselte Cekirdek zu Çorum Belediyespor. Am 30. Januar 2014 wechselte Cekirdek nach Deutschland, zum TSG Neustrelitz, wo er mit der Mannschaft in der Regionalliga Nordost Meister wurde.
Am 28. August 2014 wechselte er dann wieder in die Türkei zum türkischen Drittligisten Sivas Belediyespor, wo er am Ende der Saison den Aufstieg in die tff. 2. lig schaffte.
Cekirdek war bis zum 30. Mai 2016 bei Sivas unter Vertrag.